# Манзуля Володимир Романович
Манзуля Володимир Романович — заслужений працівник фізичної культури і спорту України, заслужений тренер України.

## Біографія
Народився 1 травня 1946 року в селі Примірне Кам'янсько-Дніпровського району в багатодітній селянській родині. Батько Манзула Роман Емануіловіч 1921 року народження, мати Манзула Марія Кузьмівна 1924 року народження.
Боксом почав займатися в армії. Після армії жив і працював в Запоріжжі. Тренувався в СК «Стріла» у Едуарда Тарасенко. Провів 38 боїв. Став кандидатом в майстри спорту.
У 1970 році переїхав до міста Енергодар. Працював начальником охорони.
У 1971 році створив Енергодарського секцію боксу.
Його досягнуті результати, як тренера, вражають. Володимир Романович виховав 20 майстрів спорту, 3 майстрів спорту міжнародного класу, заслуженого майстра спорту України, понад 200 кандидатів у майстри спорту і понад півтори тисячі спортсменів масових розрядів. Володимира Романовича вважають своїм наставником брати Валерій і Володимир Сидоренко. Сьогодні Енергодарська школа боксу носить ім'я Володимира Манзула, а його учні продовжують справу свого вчителя.
Крім спортивно-виховної роботи Володимир Романович займався громадською діяльністю, був депутатом міської ради трьох скликань.
Помер 5 листопада 2006 року в місті Енергодар. Похований в селі Примірне на 1-му сільському кладовищі.

## Пам'ять
Почесний житель міста Енергодар.
Енергодарська школа боксу носить його ім'я.
На будинку, в якому він прожив 36 років, встановлено меморіальну дошку на його честь.
В Енергодарі проводиться щорічний боксерський турнір пам'яті Володимира Манзулі.